# 山田悦司
山田 悦司（やまだ えつじ、生年不明 - 1996年1月）は、日本の男性音響監督。

## 来歴・人物
吹き替えとアニメの双方で活躍。吹替では東北新社やトランスグローバル制作、アニメでは東京ムービー→トムス・エンタテインメントや出崎統の監督作品に参加することが多かった。
『それいけ!アンパンマン』では音響監督を放送開始から1996年3月放送分まで担当。中尾隆聖によると、声優のキャスティングを自分に全て委ねてくれた同作を「特別な作品」としていたという。没後も、映画は2003年公開の『それいけ!アンパンマン ルビーの願い』までクレジットされ、TVシリーズは現在も録音監督としてクレジットされている。
音響監督の岩浪美和は山田について「僕の師匠」「音響監督デビューのさい、何の実績もない僕を名目上の弟子にしてくださった恩人です」と語っている。
息子は音響監督の山田知明。没後に父が担当していた『それいけ!アンパンマン』とOVA版『ブラック・ジャック』の音響監督を引き継いでいる。

## 参加作品
※特記のない限り全て音響監督（吹き替えは演出）としての参加

### テレビアニメ
1972年
- アストロガンガー
- アニメドキュメント ミュンヘンへの道

1977年
- 家なき子

1978年
- 宝島（録音監督）

1980年
- ベルサイユのばら（録音監督）

1981年
- おはよう!スパンク（録音監督）
- ハニーハニーのすてきな冒険（録音演出）
- 名犬ジョリィ（録音監督）
- めちゃっこドタコン（オーディオディレクター）

1982年
- 科学救助隊テクノボイジャー（音響ディレクター）

1983年
- ピュア島の仲間たち（録音監督）
- 子鹿物語

1984年
- ガラスの仮面（録音監督）
- 超攻速ガルビオン
- 森のトントたち

1985年
- 夢の星のボタンノーズ

1986年
- 愛少女ポリアンナ物語（録音監督）

1987年
- 愛の若草物語（録音監督）
- ウルトラB（録音監督）

1988年
- それいけ!アンパンマン（録音監督） ※1996年3月放送分まで、4月以降は山田知明が担当。

1989年
- パラソルヘンべえ
- ピーターパンの冒険（録音監督）
- ジャングルブック・少年モーグリ（録音監督）

1990年
- それいけ!アンパンマン みなみの海をすくえ!

1991年
- おちゃめなふたご クレア学院物語（録音監督）
- おばけのホーリー
- 燃えろ!トップストライカー
- わたしとわたし ふたりのロッテ（録音監督）
- おにいさまへ…

1992年
- 風の中の少女 金髪のジェニー
- チロリン村物語

1993年
- ポコニャン!

1995年
- 怪盗セイント・テール ※小林克良と共同、第24話までクレジット。
- ヤンボウ ニンボウ トンボウ

### OVA
1985年
- ダーティペアの大勝負 ノーランディアの謎
- 酎ハイれもんLOVE30'S 雨にぬれても（録音監督）

1986年
- Call Me トゥナイト

1987年
- デビルマン 誕生編

1988年
- トップをねらえ!
- 吸血姫美夕

1989年
- エンゼルコップ
- 華星夜曲
- 極黒の翼バルキサス
- 孔雀王2 幻影城

1991年
- EXPER ZENON
- スケバン刑事

1993年
- ブラック・ジャック ※KARTE1-5まで担当。KARTE6以降は山田智明が担当。
- 紅狼

1994年
- 七都市物語 〜北極海戦線〜
- 妖怪画談

### 劇場アニメ
1980年
- 家なき子

1989年
- それいけ!アンパンマン キラキラ星の涙（録音）

1990年
- それいけ!アンパンマン ばいきんまんの逆襲
- ベルサイユのばら（録音）

1991年
- サイレントメビウス
- それいけ!アンパンマン とべ! とべ! ちびごん

1992年
- サイレントメビウス2
- それいけ!アンパンマン つみき城のひみつ
- 走れメロス

1993年
- それいけ!アンパンマン 恐竜ノッシーの大冒険
- かいけつゾロリ

1994年
- それいけ!アンパンマン リリカル☆マジカルまほうの学校

1995年
- それいけ!アンパンマン ゆうれい船をやっつけろ!!

### 映画
- アイガー・サンクション
- 愛と追憶の日々
- 愛のサンタクロース
- 愛の選択
- 逢う時はいつも他人
- 悪魔の追跡
- アドベンチャー・ファミリー ※テレビ朝日版
- アラバマ物語 ※テレビ朝日版
- アルゴ探検隊の大冒険 ※テレビ朝日版
- アルフレッド・ヒッチコック監督作品
  - 裏窓※テレビ朝日版
  - サイコ※フジテレビ版・TBS版
  - 鳥 ※フジテレビ版
  - 引き裂かれたカーテン ※フジテレビ版
  - フレンジー※NETテレビ版
  - マーニー ※NETテレビ版
- インディ・ジョーンズ/最後の聖戦 ※フジテレビ版
- 宇宙水爆戦 ※フジテレビ版
- エイリアン ※フジテレビ版
- エデンの東 ※テレビ朝日版
- 黄金のランデブー
- 狼の挽歌 ※NETテレビ版
- オレゴン大森林/わが緑の大地
- 海底二万哩 ※フジテレビ版
- 火星人地球大襲撃
- 風とライオン ※テレビ朝日版
- 吸血鬼ドラキュラの花嫁 ※フジテレビ版
- クレイマー、クレイマー ※日本テレビ版
- グレムリン2 新・種・誕・生 ※ソフト版
- 絞殺魔
- 荒野と馬
- コーマ
- 子鹿物語 ※NETテレビ版
- コッチおじさん
- 孤独な関係
- コンドル ※テレビ朝日版
- ザ・ディープ
- 殺人者たち
- サハラ戦車隊 ※NETテレビ版
- 猿の惑星シリーズ
  - 猿の惑星 ※TBS版
  - 新・猿の惑星
  - 最後の猿の惑星
- サンタモニカの週末
- シベールの日曜日
- ジム・ヘンソンのウィッチズ/大魔女をやっつけろ!
- ジュラシック・パーク
- シンドラーのリスト
- 蜃気楼
- 続・恐竜の島 ※テレビ朝日版
- 戦う幌馬車 ※フジテレビ版
- 第三の日
- タイタンの戦い
- 大平原 ※東京12チャンネル版
- タワーリング・インフェルノ ※TBS版
- 地球の頂上の島 ※TBS版
- ディア・ハンター
- 天地創造 ※TBS版
- ナイルの宝石 ※フジテレビ版
- ニキータ ※ソフト版
- ハイウェイ
- バニー・レークは行方不明
- ハロー・ドーリー! ※TBS版
- 媚薬
- 悲恋 ※TBS版
- ビンゴ!
- フォルウォスの黒楯
- フレンチ・コネクション2
- ベン・ハー ※テレビ朝日版
- ポセイドン・アドベンチャー ※TBS版
- ボディガード
- 微笑みがえし
- マンハッタン無宿 ※フジテレビ版
- 未来警察
- メリー・ポピンズ ※フジテレビ版
- もういちど殺して ※VHS版
- モロッコ ※NETテレビ版
- U・ボート ※フジテレビ版
- ラスト・シューティスト ※フジテレビ版
- ルチオ・フルチのマーダロック
- ローズ家の戦争※ソフト版
- 我が道を往く ※NETテレビ版
- 野生のエルザ ※NETテレビ版
- 2010年 ※テレビ朝日版

#### ドラマ
- アイ・ラブ・ルーシー
- 名探偵ポワロ ※1990年～1997年放送分まで。

#### アニメ
- オリバー ニューヨーク子猫ものがたり
- 西遊記 孫悟空対白骨婦人（1991年NHK放送）
- ダンボ ※ソフト版
- バッタ君町に行く ※フジテレビ版
- 美女と野獣
- ふしぎの国のアリス ※ソフト版
- 不思議の森の妖精たち
- リトル・マーメイド

### 舞台
- ともだち Do It Yourself!!（1981年、81プロデュース公演）